# ميخائيل دودوك دي فيت
ميخائيل دودوك دي فيت (بالهولندية: Michaël Dudok de Wit) (مواليد 15 يوليو 1953، أبكاوده) هو مخرج أفلام رسوم متحركة هولندي.
فاز بجائزة الأوسكار لأفضل فيلم رسوم متحركة قصير عن فيلمه «الأب وابنته» سنة 2000، وتم ترشيحه لجائزة الأوسكار لأفضل فيلم رسوم متحركة عن فيلمه السلحفاة الحمراء سنة 2016.

## روابط خارجية
- ميخائيل دودوك دي فيت على موقع IMDb (الإنجليزية)
- ميخائيل دودوك دي فيت على موقع روتن توميتوز (الإنجليزية)
- ميخائيل دودوك دي فيت على موقع ألو سيني (الفرنسية)
- ميخائيل دودوك دي فيت على موقع أول موفي (الإنجليزية)
- ميخائيل دودوك دي فيت على موقع قاعدة بيانات الفيلم (الإنجليزية)
- ميخائيل دودوك دي فيت على موقع كينوبويسك (الروسية)